# Metachrostis postrufa
Metachrostis postrufa is een vlinder uit de familie van de spinneruilen (Erebidae). De wetenschappelijke naam van deze soort is voor het eerst voorgesteld als Eublemma postrufa door George Francis Hampson in een publicatie uit 1914
De soort komt voor in Ethiopië, Kenia, Tanzania en Zuid-Afrika.